# Tính điểm trong Mạt chược Nhật Bản

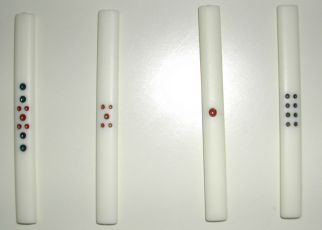
Các que điểm thường được sử dụng khi tính điểm trong Mạt chược Nhật Bản, từ trái sang phải: 10000 điểm, 5000 điểm, 1000 điểm và 100 điểm

Khi chơi mạt chược Nhật Bản, một hệ thống gồm các quy tắc nhằm tính điểm với mục đích tìm ra người cao điểm nhất để giành chiến thắng được sử dụng. Bài viết này mô tả luật tính điểm thường được sử dụng khi chơi mạt chược trực tuyến, chơi mạt chược trên bàn vật lý và các giải đấu mạt chược thường sử dụng.

## Tổng quan
Trong mạt chược Nhật Bản, người chiến thắng của trận đấu là người có số điểm cao nhất sau khi kết thúc tất cả các ván đấu. Những sự thay đổi điểm số trong từng vòng đấu thường xuyên diễn ra và việc tính toán dựa trên chiến thắng của người chơi tại vòng gió đó tương đối phức tạp; khi những người chơi lâu năm có thể tính toán số điểm nhanh, thì những người mới học chơi sẽ mất nhiều thời gian hơn và khó có thể làm đúng ngay từ đầu; chính quy tắc tính điểm là một trong những rào cản lớn trong việc tự học chơi mạt chược. Mặc dù việc tính toán đã được tự động khi chơi mạt chược trực tuyến, biết các quy tắc tính điểm cũng sẽ giúp người chơi đưa ra các quyết định tốt hơn trong ván đấu của mình, đặc biệt là khi tới cuối ván đấu.
Vào cuối thế kỷ XIX - đầu thế kỷ XX, mạt chược Nhật Bản không có nhiều yaku như ngày nay, khi mà chỉ có Yakuhai, Honitsu, Chinitsu và các yaku tương đương với yakuman ngày nay. Về sau, số lượng yaku càng ngày được mở rộng hơn để có thể tạo ra các ván mạt chược hấp dẫn hơn, nhưng khi đó vẫn chưa có Riichi và dora, số điểm cao nhất có thể đạt được với một ván bài là mangan.
Khi Riichi xuất hiện cùng với dora, quy tắc làm tròn số fu và có thêm các yaku mới, việc tính điểm bắt đầu xoay quanh hai đơn vị chính là han và fu, từ đó cũng xuất hiện các quy tắc quan trọng để tính điểm như ngày nay là khi bài người chơi đã có đủ 5 han, việc tính fu không còn quan trọng nữa. Trên thực tế, kể cả khi chơi mạt chược phi vật lý, giá trị han của các yaku và dora luôn được chú thích rõ ràng đối với người chơi.

## Quy tắc tính điểm
Để tính điểm cho một ván bài chiến thắng cần thực hiện các bước sau đây:
1. Đếm số han (飜?)
2. Nếu như số han của bài vượt quá 5, bài sẽ được tính là mangan (満貫?) trở lên với các số điểm cố định và bỏ qua bước tính fu.
3. Nếu số han không vượt quá 5, ta tiếp tục đếm số fu (符?)
4. Nếu như số han và số fu lần lượt là 3 han và 70 fu trở lên/4 han và 40 fu trở lên, bài được tính là mangan.
5. Nếu không thỏa mãn điều 4, thực hiện bước tính điểm cơ sở dựa trên số han và fu.
6. Nhân số điểm cơ sở đã tính được ở bước 5 với hệ số phụ thuộc vào việc người chiến thắng có phải nhà cái hay không, đồng thời cũng phụ thuộc việc ván bài chiến thắng bằng Ron hay Tsumo.
7. Cộng thêm với số điểm của các ván thưởng nếu có.
8. Thực hiện việc trả số điểm cho người chiến thắng theo quy tắc.

Trong trường hợp ván hòa do không ai giành chiến thắng, việc trả điểm sẽ theo quy tắc phạt noten (ノー聴罰符 (phạt do không đạt Tenpai)). Trong trường hợp có người phạm luật, việc trả điểm sẽ tính theo quy tắc chombo.

### Bước 1: Đếm số han
Số han được đếm trong ván bài chiến thắng là tổng số han của các yaku có trong bài và các dora nếu có. Mỗi dora đều có giá trị 1 han, tuy nhiên bài có dora không phải là điều kiện để hoàn thành bài cũng như chiến thắng ván đấu.
Nếu như có nhiều hơn một kết quả cho số han của ván bài, kết quả cho số han lớn hơn sẽ được sử dụng.
Lấy ví dụ với ván bài ở đây, nếu tính theo Ryanpeikou thì nó có 3 han, nếu tính theo Chiitoitsu thì nó có 2 han, khi đó ta sẽ tính bài này có yaku Ryanpeikou và 3 han.
Nếu như số han được đếm vựot quá 5, ta bỏ qua tất cả các bước tính fu và tính điểm cơ sở ở dưới.

### Bước 3: Đếm số fu
Fu (符) được đếm theo các quy tắc ở dưới đây và số fu đếm được sẽ được làm tròn chục lên.
Nếu như sau khi đếm số fu, ván bài đó có 3 han và 70 fu trở lên/4 han và 40 fu trở lên, ta tính ván bài đó là mangan và bỏ qua bước tính điểm cơ sở.
Quy tắc đếm số fu gồm có:
1. Mọi ván bài chiến thắng đều luôn có 20 fu, số fu này được gọi là fuutei (副底?).
2. Nếu chiến thắng bằng việc Ron với bài kín, ván bài được cộng thêm 10 fu, số fu này được gọi là menzenkafu (門前加符?).
3. Cộng số fu của các bộ ba, bộ bốn và đôi nếu có.
4. Cộng số fu của kiểu chờ.
5. Cộng thêm 2 fu nếu như ván bài chiến thắng bằng Tsumo. Tuy nhiên, nếu trong các yaku có yaku Pinfu, 2 fu này sẽ không được tính.
6. Nếu như chiến thắng ván bài bằng Chiitoitsu, ván bài luôn được mặc định tính là 25 fu, bỏ qua các quy tắc ở trên.
7. Nếu như ván bài chiến thắng bằng việc Ron với bài mở và không có bất cứ fu nào cộng thêm ở bước 3 và 4, ván bài đó vẫn sẽ được tính là 30 fu thay vì chỉ 20 fu.

#### 3.3.1: Số fu của các bộ ba, bộ bốn và đôi
|                                                    | Chứa các quân không phải 1-9-rồng-gió                                                                                        | Chứa các quân 1-9-rồng-gió                                                                                                   |
| -------------------------------------------------- | --- | --- |
| Bộ ba mở - minkou (明刻) hoặc min-koutsu (明刻子)  | 2 fu | 4 fu |
| Bộ ba kín - ankou (暗刻) hoặc an-koutsu (暗刻子)   | 4 fu | 8 fu |
| Bộ bốn mở - minkan (明槓) hoặc min-kantsu (明槓子) | 8 fu | 16 fu |
| Bộ bốn kín - ankan (暗槓) hoặc an-kantsu (暗槓子)  | 16 fu | 32 fu |
| Bộ dây - shuntsu (順子)                            | 0 fu | 0 fu |
| Đôi                                                | 2 fu nếu là gió vòng, gió chỗ ngồi hoặc rồng. 4 fu nếu vừa là gió vòng, vừa là gió chỗ ngồi. 0 fu cho các trường hợp còn lại | 2 fu nếu là gió vòng, gió chỗ ngồi hoặc rồng. 4 fu nếu vừa là gió vòng, vừa là gió chỗ ngồi. 0 fu cho các trường hợp còn lại |

#### 3.3.2: Số fu của các kiểu chờ
| Kiểu chờ           | Mô tả                                                                    | Số fu |
| ------------------ | ------------------------------------------------------------------------ | ----- |
| Ryanmen (両門待ち) | Kiểu chờ hai đầu để tạo thành một bộ dây, ví dụ: 23p chờ 1p và 4p.       | 0 fu  |
| Kanchan (嵌張待ち) | Kiểu chờ ở giữa để tạo thành một bộ dây, ví dụ: 24m chờ 3m               | 2 fu  |
| Penchan (辺張待ち) | Kiểu chờ chỉ ở một đầu để tạo thành một bộ dây, ví dụ: 12 chờ 3/89 chờ 7 | 2 fu  |
| Tanki (単騎待ち)   | Kiều chờ đơn một quân để tạo thành đôi                                   | 2 fu  |
| Shanpon (双碰待ち) | Kiểu chờ hai mặt vào hai đôi để tạo thành bộ ba, ví dụ: 1122 chờ 1 và 2  | 0 fu  |

### Bước 5: Tính điểm cơ sở
Điểm cơ sở của một ván bài thắng nếu không được tính là mangan trở lên được tính như sau:
[ điểm cơ sở = fu × 2(2+han) ]
Tới đây, việc trả điểm cho người chiến thắng dựa trên điểm cơ sở như sau:
- Nếu như người chơi thắng bằng việc Ron, nếu là nhà cái thì chỉ người đánh ra quân bị Ron trả 6 lần điểm cơ sở, nếu là nhà con phải trả 4 lần điểm cơ sở.
- Nếu như người chơi thắng bằng việc Tsumo, nếu nhà con chiến thắng thì nhà cái trả 2 lần điểm cơ sở, hai nhà còn lại mỗi nhà trả 1 lần điểm cơ sở. Nếu là nhà cái chiến thắng, tất cả các nhà còn lại đều trả 2 lần điểm cơ sở.
- Số điểm phải trả sẽ được làm tròn trăm lên, ví dụ 1280 sẽ được làm tròn lên 1300.

## Ví dụ
Ví dụ 1: Người chơi ngồi cửa Bắc ở vòng Đông 3 giành chiến thắng nhờ Tsumo với hình bài như sau: Trong bài của người chơi đó có một bộ ba Nam kín, chờ đôi Trắng và đôi 5p, sau đó bốc được quân Trắng và giành chiến thắng, các bộ còn lại đều là bộ dây kín. Trong bài người chơi này không có dora nào cả.
Khi đó, ta thực hiện quy tắc tính điểm như sau:
- Khi đếm yaku, ta nhận thấy bài người chơi này có hai yaku là Tsumo và Yakuhai, mỗi yaku 1 han nên tổng là 2 han. Ta tiếp tục đếm fu.
- Bộ ba Nam kín cho người chơi đó 8 fu, và mặc dù việc chờ shanpon đôi Trắng - đôi 5p không giúp người chơi đó có thêm fu, việc bốc được quân Trắng khiến cho bài của người chơi đó khi chiến thắng có một bộ ba Trắng, từ đó được cộng thêm 8 fu. Ngoài ra, do người chơi này chiến thắng bằng Tsumo, bất kể bài kín hay mở, người chơi cũng được cộng thêm 2 fu.
- Cộng thêm với 20 fu ban đầu, người chơi cửa Bắc này có 20 + 8 + 8 + 2 = 38 fu, được làm tròn lên 40 fu.
- Sử dụng công thức tính điểm cơ sở ở bước 5, điểm cơ sở của người chơi này là 640.
- Do chiến thắng bằng Tsumo, nhà cái sẽ trả hai lần điểm cơ sở là 640 x 2 = 1280, được làm tròn lên 1300; hai nhà còn lại sẽ trả một lần điểm cơ sở là 640, được làm tròn lên 700. Vậy, người cửa Bắc này nhận được 2700 điểm.

Ví dụ 2: Số fu tối đa mà người chơi có thể đạt được là 102 fu, và nhờ quy tắc làm tròn, sẽ có trường hợp bài người chơi đạt được 1 han 110 fu như sau:
Giả sử bài của người ngồi cửa Đông trong vòng gió Đông như sau: , Kan kín , Kan kín , người chơi này chiến thắng nhờ Ron được quân rồng Trắng .
Khi đếm yaku, ta thấy yakuhai là yaku duy nhất và đem lại 1 han, tuy nhiên lại nhận được 32 fu mỗi bộ bốn 1m và 1s, 4 fu từ bộ rồng Trắng mở do Ron, 4 fu từ đôi gió Đông vừa là gió vòng, vừa là gió nhà, 10 fu do Ron bài kín và 20 fu mặc định, tổng hợp lại là 102 fu.
Theo quy tắc tính điểm cơ sở và do là nhà cái, người bị Ron sẽ phải trả cho nhà cái 5300 điểm.

## Bảng tính điểm
Trên thực tế, việc tính điểm cơ sở cho từng ván bài chiến thắng mất nhiều thời gian và dễ xảy ra sai sót trong quá trình thực hiện phép tính; nên trong quá trình chơi mà chưa nhớ được ngay số điểm cần trả, thường sẽ có một bảng tính điểm cho các trường hợp thường gặp tương ứng với số han và số fu mà bài đó có.
Để sử dụng bảng tính điểm ở dưới, ta sẽ tra cứu theo bốn bước:
- Nếu là nhà cái chiến thắng, ta nhìn sang bên trái, nếu không phải nhà cái sẽ nhìn sang bên phải.
- Ở mỗi bên, theo thứ tự từ trong ra ngoài theo cột là số han tăng dần từ 1 đến 4.
- Theo chiều từ trên xuống dưới là số fu tăng dần từ 20 fu đến 110 fu.
- Nếu chiến thắng bằng Ron, ta nhìn trực tiếp vào ô điểm. Nếu chiến thắng bằng Tsumo, ta nhìn xuống dưới để biết mỗi nhà cần trả bao nhiêu điểm, lấy ví dụ với ô điểm của 3 han 40 fu như sau:

| 7700 (2600) | đối với nhà cái | 5200 (1300/2600) | đối với nhà con |

Nếu nhà cái Ron người khác, nhà đó sẽ trả cho nhà cái 7700, nếu là nhà con Ron sẽ trả 5200.
Nếu như nhà cái Tsumo, mỗi nhà sẽ trả cho nhà cái 2600; nếu là nhà con Tsumo thì hai nhà con trả mỗi nhà 1300, riêng nhà cái trả 2600.
Trên thực tế, đây cũng là cách để báo điểm cần trả khi Tsumo, thường sẽ báo điểm nhà con cần trả trước, điểm nhà cái cần trả sau.
Ta sẽ thấy trong bảng tính điểm này không tồn tại ván bài 1 han 20 fu. Trên thực tế, không phải chuyện 1 han 20 fu không diễn ra, lấy ví dụ với ván bài sau đây:
 gọi mở  Ron 
Theo quy tắc tính yaku, yaku Ittsu chỉ có giá trị 1 han khi gọi mở, và theo quy tắc tính fu thì ván bài này không được cộng thêm bất cứ fu nào, nên nếu tính theo điểm cơ sở thì bài này có 160 điểm, tức là nhà cái có 1000 điểm, nhà con có 700 điểm. Tuy nhiên, ta sẽ luôn làm tròn số fu trở thành 30. 
| Nhà cái      | Nhà cái      | Nhà cái      | Nhà cái     | Han/Fu | Nhà con         | Nhà con          | Nhà con          | Nhà con          |
| 4 han        | 3 han        | 2 han        | 1 han       | Han/Fu | 1 han           | 2 han            | 3 han            | 4 han            |
| ------------ | ------------ | ------------ | ----------- | ------ | --------------- | ---------------- | ---------------- | ---------------- |
| N/A (2600)   | N/A (1300)   | N/A (700)    | N/A         | 20 fu  | N/A             | N/A (400/700)    | N/A (700/1300)   | N/A (1300/2600)  |
| 9600 (3200)  | 4800 (1600)  | 2400 (N/A)   | N/A         | 25 fu  | N/A             | 1600 (N/A)       | 3200 (800/1600)  | 6400 (1600/3200) |
| 11600 (3900) | 5800 (2000)  | 2900 (1000)  | 1500 (500)  | 30 fu  | 1000 (300/500)  | 2000 (500/1000)  | 3900 (1000/2000) | 7700 (2000/3900) |
| Mangan       | 7700 (2600)  | 3900 (1300)  | 2000 (700)  | 40 fu  | 1300 (400/700)  | 2600 (700/1300)  | 5200 (1300/2600) | Mangan           |
| Mangan       | 9600 (3200)  | 4800 (1600)  | 2400 (800)  | 50 fu  | 1600 (400/800)  | 3200 (800/1600)  | 6400 (1600/3200) | Mangan           |
| Mangan       | 11600 (3900) | 5800 (2000)  | 2900 (1000) | 60 fu  | 2000 (500/1000) | 3900 (1000/2000) | 7700 (2000/3900) | Mangan           |
| Mangan       | Mangan       | 6800 (2300)  | 3400 (1200) | 70 fu  | 2300 (600/1200) | 4500 (1200/2300) | Mangan           | Mangan           |
| Mangan       | Mangan       | 7700 (2600)  | 3900 (1300) | 80 fu  | 2600 (700/1300) | 5200 (1300/2600) | Mangan           | Mangan           |
| Mangan       | Mangan       | 8700 (2900)  | 4400 (1500) | 90 fu  | 2900 (800/1500) | 5800 (1500/2900) | Mangan           | Mangan           |
| Mangan       | Mangan       | 9600 (3200)  | 4800 (1600) | 100 fu | 3200 (800/1600) | 6400 (1600/3200) | Mangan           | Mangan           |
| Mangan       | Mangan       | 10600 (3600) | 5300 (1800) | 110 fu | 3600 (900/1800) | 7100 (1800/3600) | Mangan           | Mangan           |

Một vài quy tắc nhớ những ván bài thường gặp có thể được sử dụng:
- Dựa theo công thức tính điểm cơ sở, khi chia đôi số fu thì số han được cộng 1 mà điểm ván bài vẫn được bảo toàn. Ta có thể thấy 3 han 40 fu và 4 han 20 fu cùng nhận được 5200 điểm khi giành chiến thắng. Quy tắc này có thể áp dụng cho các trường hợp số fu lớn.
- Từ quy tắc chia đôi số fu, ta có thể đánh dấu các số điểm thường gặp và gấp đôi chúng lên, thuận tiện trong quá trình ghi nhớ như sau:

|         |       | 20 fu  | 25 fu | 30 fu | 40 fu | 50 fu | 60 fu | 70 fu          | 80 fu          | 90 fu          | 100 fu         | 110 fu         |
| ------- | ----- | ------ | ----- | ----- | ----- | ----- | ----- | -------------- | -------------- | -------------- | -------------- | -------------- |
| Nhà cái | 1 han | -      | -     | 1500  | 2000  | 2400  | 2900  | 3400           | 3900           | 4400           | 4800           | 5300           |
| Nhà cái | 2 han | (2000) | 02400 | 02900 | 03900 | 04800 | 05800 | 06800          | 07700          | 08700          | 09600          | 10600          |
| Nhà cái | 3 han | (3900) | 4800  | 5800  | 7700  | 9600  | 11600 | Mangan (12000) | Mangan (12000) | Mangan (12000) | Mangan (12000) | Mangan (12000) |
| Nhà cái | 4 han | (7700) | 9600  | 11600 |       |       |       | Mangan (12000) | Mangan (12000) | Mangan (12000) | Mangan (12000) | Mangan (12000) |
| Nhà con | 1 han | -      | -     | 1000  | 1300  | 1600  | 2000  | 2300           | 2600           | 2900           | 3200           | 3600           |
| Nhà con | 2 han | (1300) | 1600  | 2000  | 2600  | 3200  | 3900  | 4500           | 5200           | 5800           | 6400           | 7100           |
| Nhà con | 3 han | (2600) | 3200  | 3900  | 5200  | 6400  | 7700  | Mangan (8000)  | Mangan (8000)  | Mangan (8000)  | Mangan (8000)  | Mangan (8000)  |
| Nhà con | 4 han | (5200) | 6400  | 7700  |       |       |       | Mangan (8000)  | Mangan (8000)  | Mangan (8000)  | Mangan (8000)  | Mangan (8000)  |

## Mangan
Ta nhận thấy các quy tắc trên được sử dụng đa số cho các trường hợp ván bài dưới 4 han. Khi số điểm cơ sở bài đó có từ 2000 trở lên, chắc chắn ván bài đó sẽ được tính là Mangan trở lên, và khi đó ta sẽ dừng việc tính điểm cơ sở lại.
Quy tắc đối với Mangan như sau:
- Các ván bài 1 và 2 han không bao giờ đạt được mangan hoặc hơn. Điều đó đồng nghĩa với việc khi có từ 120 fu, chắc chắn ván bài đó phải có từ 3 han trở lên và sẽ được tính là Mangan.
- Khi ván bài có 5 han trở lên, nó sẽ luôn được tính là Mangan hoặc hơn, khi đó ta chỉ cần đếm số han để thực hiện tính điểm.

| Tên | Điều kiện                                                                | Giá trị        | Giá trị                                                          |
| --- | ------------------------------------------------------------------------ | -------------- | ---------------------------------------------------------------- |
| Mangan (満貫) | 1 trong 3 điều kiện: - 3 han 70 fu trở lên - 4 han 40 fu trở lên - 5 han | 1 lần mangan   | 12000 (4000) đối với nhà cái 8000 (2000/4000) đối với nhà con    |
| Trong trường hợp 3 han 70 fu, khi đó điểm cơ sở là 2240 lớn hơn 2000, ta tính là Mangan. Trong trường hợp 4 han 40 fu, khi đó điểm cơ sở là 2560 lớn hơn 2000. Trong một vài luật chơi, người ta cũng sẽ tính 4 han 30 fu là mangan, tương tự với 3 han 60 fu. |                                                                          |                |                                                                  |
| Haneman (跳満) | 6 hoặc 7 han                                                             | 1,5 lần mangan | 18000 (6000) đối với nhà cái 12000 (3000/6000) đối với nhà con   |
| Baiman (倍満) | Từ 8 đến 10 han                                                          | 2 lần mangan   | 24000 (8000) đối với nhà cái 16000 (4000/8000) đối với nhà con   |
| Sanbaiman (三倍満) | Từ 11 han đến 13 han                                                     | 3 lần mangan   | 36000 (12000) đối với nhà cái 24000 (6000/12000) đối với nhà con |
| Cần phải lưu ý rằng trong nhiều luật chơi không có Kazoe Yakuman, nên nếu điều này diễn ra, các ván bài từ 11 han trở lên sẽ luôn được tính là Sanbaiman. |                                                                          |                |                                                                  |
| Yakuman (役満) Kazoe Yakuman (数え役満) | Yakuman                                                                  | 4 lần mangan   | 48000 (16000) đối với nhà cái 32000 (8000/16000) đối với nhà con |
| Nếu luật chơi có tính Double Yakuman hoặc nhiều hơn, số điểm chiến thắng được nhân lên dựa trên số Yakuman có được. |                                                                          |                |                                                                  |

## Ván hòa
Trong nhiều trường hợp, một ván đấu có thể kết thúc mà không có ai giành chiến thắng. Khi này, những người đạt được Tenpai khi kết thúc ván đấu và những người không đạt được Tenpai sẽ tiến hành trả điểm cho nhau như sau:
- Nếu cả 4 người đều không Tenpai, không ai phải trả điểm cho ai.
- Nếu có 1 người Tenpai, 3 nhà còn lại mỗi người trả cho người đó 1000 điểm.
- Nếu có 2 người Tenpai, 2 nhà còn lại chia nhau mỗi người trả 1500 điểm.
- Nếu có 3 người Tenpai, nhà còn lại duy nhất trả cho mỗi người 1000 điểm.

## Ván thưởng
Nếu các ván thưởng tồn tại, khi giành chiến thắng người chơi đó sẽ được nhận thêm 300 điểm cho mỗi ván thắng, và thường được ký hiệu ở bàn chơi bằng các que honba 100 điểm ở cửa nhà cái. Ván thưởng sẽ được cộng thêm khi các trường hợp sau đây xảy ra:
- Nếu nhà cái giành chiến thắng trong vòng gió của họ, sẽ có thêm một ván thưởng và vòng gió được giữ nguyên tại chỗ nhà cái.
- Nếu như kết thúc ván mà không ai giành chiến thắng, ván thưởng sẽ được cộng thêm một. Nếu nhà cái có Tenpai, vòng gió được giữ nguyên nhưng nếu không Tenpai, vòng gió sẽ tiếp tục di chuyển và nhà cái được trao cho người tiếp theo.
- Nếu như các quy tắc hòa đặc biệt xảy ra, ván thưởng sẽ được cộng thêm một và vòng gió cũng được giữ nguyên.

Ván thưởng sẽ được đặt lại về 0 nếu như người không phải nhà cái trong vòng gió có ván thưởng giành chiến thắng.
Nếu như trong ván thưởng có người chiến thắng, nếu Tsumo thì mỗi nhà sẽ trả thêm 100 x số ván thưởng, nếu Ron thì nhà bị Ron sẽ phải trả hết số điểm thưởng kể trên. Ta lấy ví dụ như sau:
- Ở vòng Đông 2, không ai giành chiến thắng và nhà cái là người duy nhất có Tenpai. Khi đó, mỗi nhà sẽ trả cho nhà cái 1000 điểm và sẽ có thêm một ván thưởng, với vòng gió được giữ nguyên.
- Ở ván thưởng 1 của vòng Đông 2, giả sử nhà cái giành chiến thắng với ván bài 3 han 40 fu bằng cách Ron nhà cửa Tây. Khi đó, không chỉ phải trả 7700 dựa trên giá trị của ván bài, nhà cửa Tây còn phải trả thêm 1 x 300 = 300 điểm của ván thưởng, tổng phải trả 8000 điểm. Sau đó, ván thưởng sẽ được cộng lên thành 2, và nhà cái vẫn tiếp tục giữ gió Đông.
- Ở ván thưởng 2 của vòng Đông 2, giả sử nhà cửa Bắc giành chiến thắng với ván bài 4 han 20 fu bằng cách Tsumo. Khi đó, hai nhà con còn lại sẽ trả 1300 điểm và thêm 100 x 2 = 200 điểm của hai ván thưởng, tổng là 1500; nhà cái sẽ trả 2600 điểm và thêm 100 x 2 = 200 điểm, tổng là 2800 điểm. Khi này, các ván thưởng sẽ được đặt lại về 0 và quyền làm cái được chuyển sang người tiếp theo.

## Chombo
Nếu như một người chơi phạm luật tới mức bị phạt Chombo, thường thì người chơi đó sẽ phải trả một số điểm nhất định, thông thường bằng với giá trị của một Mangan (nếu là nhà cái trả 4000 mỗi người, nếu là nhà con trả 2000/4000). Các luật chơi khác sẽ không yêu cầu trả điểm phạt cho người chơi khác, nhưng sẽ thực hiện việc trừ điểm vào cuối trận đấu. Các lỗi bị phạt chombo có thể kể đến như:
- Giành chiến thắng một ván bài không hợp lệ (không Tenpai/không Yaku/không hoàn thành bài)
- Giành chiến thắng nhờ Ron nhưng bị Furiten
- Riichi không hợp lệ, cụ thể là không Tenpai/bài không kín.
- Kan kín khi Riichi nhưng làm thay đổi lượt chờ của bài.
- Có nhiều quân/ít quân hơn thường lệ.
- Làm đổ tường bốc bài mà không thể khôi phục được như ban đầu.

Nếu như Riichi không hợp lệ hay Kan kín làm thay đổi hình bài, cách duy nhất để biết người chơi đó có Chombo hay không là sau khi kết thúc ván đấu mà không ai giành chiến thắng, người chơi đó phải mở bài ra để kiểm tra xem việc Riichi/Kan có hợp lệ hay không, đồng nghĩa với việc nếu có người khác giành chiến thắng, lỗi Chombo này sẽ không bị phạt. Tuy nhiên, nếu bị phạt Chombo, que điểm dùng để Riichi sẽ được trả lại cho người phạm luật.

## Kết thúc trận đấu
Sau khi kết thúc trận đấu, thường là trong các giải đấu có nhiều trận đấu, số điểm cuối cùng sau khi kết thúc ngoài việc được xếp theo thứ tự nhất nhì còn được sử dụng để tính toán nhằm ghi nhận thành tích của các người chơi, gồm có hai chỉ số chính là oka (オカ) và uma (ウマ), được quy định ở từng luật thi đấu khác nhau. Ta lấy ví dụ khi kết thúc trận đấu, điểm của bốn người chơi như sau:
- A được 40000 điểm, B được 27000 điểm, C được 20000 điểm và D được 13000 điểm.
- Luật chơi quy định để kết thúc ván đấu, nhà về nhất phải có ít nhất 30000 điểm, với số điểm khởi đầu là 25000 điểm mỗi nhà. Ngoài ra, uma được quy định là +15 cho người về Nhất, +5 cho người về Nhì, -5 cho người về Ba và -15 cho người về Bét.

Khi đó ta thực hiện quy tắc tính như sau:
- Chia toàn bộ số điểm của mỗi nhà cho 1000 để thuận tiện cho tính toán và tính uma.
- Trừ của mỗi nhà số điểm khởi đầu đã được chia cho 1000. Trong ví dụ trên, ta trừ điểm của mỗi người đi 25.
- Riêng đối với nhà về Nhất, người này sẽ được thưởng oka bằng việc lấy số điểm yêu cầu để chiến thắng trừ đi số điểm khởi đầu, nhân với số người chơi trừ 1. Các nhà còn lại mỗi nhà sẽ phải trả cho nhà về Nhất số điểm nói trên.
- Thực hiện xong tính oka, ta tính uma như sau: Dựa theo vị trí mà người chơi đạt được, ta tiến hành áp dụng uma được quy định.

Khi đó, ví dụ trên sẽ được thực hiện quá trình tính điểm như sau: 
| Người chơi | Điểm kết thúc | Trừ đi điểm khởi đầu | Oka | Vị trí | Uma | Điểm tổng kết           |
| ---------- | ------------- | -------------------- | --- | ------ | --- | ----------------------- |
| A          | 40000 (40)    | -25                  | +15 | Nhất   | +15 | 40 - 25 + 15 + 15 = +45 |
| B          | 27000 (27)    | -25                  | -5  | Nhì    | +5  | 27 - 25 - 5 + 5 = +2    |
| C          | 20000 (20)    | -25                  | -5  | Ba     | -5  | 20 - 25 - 5 - 5 = -15   |
| D          | 13000 (13)    | -25                  | -5  | Bét    | -15 | 13 - 25 - 5 - 15 = -32  |